# Ашрам
Ця стаття про ашрам — індуїстську релігійну обитель або громаду. Інше значення: Ашрама — один із ступенів духовного розвитку в індуїзмі.
Ашра́м, -а (санскр. आश्रम, трансліт. āśrama IAST, досл. «захисток», «прихисток») — обитель мудреців і відлюдників у древній Індії, яка зазвичай розташовувалася у віддаленій місцевості — у горах або в лісі. У контексті сучасного індуїзму, термін «ашрам» часто використовується для позначення духовної чи релігійної громади, куди людина приходить для медитації, молитви, здійснення ритуалу і духовного оновлення. Основною метою ашрама, як правило, виступає духовний розвиток його членів, які займаються вивченням священних текстів, йогою, медитацією і повторенням мантр.
Ашрамом в індуїзмі також називають релігійну організацію, засновану духовним авторитетом для поширення певних ідей і способу життя, а також для залучення адептів. Релігійний лідер або містик, який очолює ашрам, передає своїм послідовникам духовне знання, яке він сам колись отримав від свого гуру і успішно застосував на практиці. Основними видами діяльності ашраму, як правило, є релігійно-просвітницька, видавнича та благодійна діяльність.
Слово «ашрам» походить від санскритського слова ашрая, що означає «захист».
Традиційно, ашрами завжди розташовувалися в ізольованих і віддалених місцях — у лісах або в горах, серед природного оточення, яке сприяло духовним практикам та медитації. Мешканці ашрамів регулярно здійснювали духовні та фізичні вправи, такі як різні форми йоги й медитації. Ашрами часто виступали місцем проведення ведичних жертвопринесень і ягій, а також здійснення різного роду аскез. Багато ашрамів слугувало як школи для дітей — гурукули.
Ашрами завжди виступали як важливий елемент в індуїстській історії та богослов'ї. Більшість царів-індусів в Індії, аж до середньовічного періоду, мали «придворного гуру», який давав настанови царській сім'ї в духовних питаннях, або в кризові часи, і якого називали раджагуру, що в буквальному перекладі означає «царський вчитель». У давньоіндійських писаннях, а також в народних переказах, часто описується як втомлені від мирських справ царі йшли в ашрами своїх гуру і отримували там можливість усамітнитися і знайти умиротворення.
Іноді, паломництво до ашрамів мало на меті не набуття спокою, а отримання настанов у бойовому мистецтві. У індуїстському епосі «Рамаяні» описується історія, в якій принци царства Айодгьї Рама та Лакшмана відвідали ашрам ріші Вішвамітри з метою захистити проведені їм ягьі від осквернення демонами-ракшасами, висланими Раваною. Після того, як вони успішно впоралися із завданням, принци отримали від мудреця настанови в бойовому мистецтві, зокрема в користуванні видами зброї, що приводяться в дію за допомогою заклинань. Подібну зброю на санскриті називають Дівьястра (від дівья — «зачарований» + астра- «метальна зброя». Санскритські слово астра означає метальну зброю, а шастра вживається по відношенню до рукопашної зброї). У «Махабхараті» та «Бгаґавата-пурані» описується як молодий Крішна йде на якийсь час в ашрам мудреця Сандіпані, від якого отримує настанови не тільки в духовному знанні, але і в різних мистецтвах і науках.
Іноді, слово «ашрам» використовується як синонім матга, хоча матгі як правило мають ієрархічну структуру і строгіші правила, ніж ашрами, і належать до давніх орденів індуїстських садху (пустельників, що знаходяться на шляху самоусвідомлення і цим відрізняються від святих ріші, які вже досягли досконалості).
В XX столітті в Індії був заснований ряд ашрамів. Найвідомішими з них є:
- Ашрам Сабарматі в Ахмадабаді. Служив штаб-квартирою Махатми Ґанді під час його довгої боротьби за незалежність Індії.
- Ашрам Шрі Ауробіндо заснований в Пондічеррі бенгальським містиком (раніше революціонером) Ауробіндо.